# یواس‌اس ووستر (سی‌ال-۱۴۴)
یواس‌اس ووستر (سی‌ال-۱۴۴) (به انگلیسی: USS Worcester (CL-144)) یک کشتی بود که طول آن ۶۸۰ فوت (۲۱۰ متر) بود. این کشتی در سال ۱۹۴۷ ساخته شد.